# Kleine Westsibirische Eisenbahn
| Diesellok der RŽD-Baureihe ТУ10 |                     |                                      |                                      |
| Streckenverlauf der Kleinen Westsibirischen Eisenbahn |                     |                                      |                                      |
| Streckenlänge: | 5,3 km              |                                      |                                      |
| Spurweite: | 750 mm (Schmalspur) |                                      |                                      |
| |                     |                                      |                                      |
| \| \| \| Sajelzowski Park (Заельцовский парк) \| \| \| \| \| 24 m lange Brücke \| \| \| \| \| Lokomotiw (Локомотив) \| \| \| \| \| 72 m lange Brücke \| \| \| \| \| Sportiwnaja (Спортивная) \| \| \| \| \| Jelzowski (Ельцовский) \| \| \| \| 5,3 \| Zoopark (Зоопарк) \| Zoopark (Зоопарк) \| |                     |                                      |                                      |
| Kopfbahnhof Streckenanfang |                     | Sajelzowski Park (Заельцовский парк) | Sajelzowski Park (Заельцовский парк) |
| Brücke |                     | 24 m lange Brücke                    | 24 m lange Brücke                    |
| Haltepunkt / Haltestelle |                     | Lokomotiw (Локомотив)                | Lokomotiw (Локомотив)                |
| Brücke |                     | 72 m lange Brücke                    | 72 m lange Brücke                    |
| Bahnhof |                     | Sportiwnaja (Спортивная)             | Sportiwnaja (Спортивная)             |
| Haltepunkt / Haltestelle |                     | Jelzowski (Ельцовский)               | Jelzowski (Ельцовский)               |
| Kopfbahnhof Streckenende | 5,3                 | Zoopark (Зоопарк)                    | Zoopark (Зоопарк)                    |

Die Kleine Westsibirische Eisenbahn (russisch Малая Западно-Сибирская железная дорога, Malaja Sapadno-Sibirskaja schelesnaja doroga) ist eine schmalspurige Parkeisenbahn im Sajelzowski-Park (russisch Заельцовский парк) in der russischen Stadt Nowosibirsk. Die Bahn wurde am 4. Juni 2005 als Kindereisenbahn eröffnet und ist heute im Sommer täglich außer montags in Betrieb.

## Streckenverlauf
Bisher hat die Strecke mit einer Spurweite von 750 mm eine Länge von 5,3 km. Sie hat fünf Stationen.

## Geschichte
Die Entscheidung, die Kindereisenbahn in Nowosibirsk zu bauen, wurde im August 2003 von der Westsibirischen Eisenbahn zusammen mit der Stadtverwaltung von Nowosibirsk verkündet. Bei dieser Gelegenheit wurde im Sajelzowski-Park der Grundstein für die Kindereisenbahn gelegt, obwohl das Projekt noch nicht endgültig geplant war. Der Entwurf des Streckenverlaufs den Institutionen Sibgiprotrans und Scheldorprojekt anvertraut.
Am 4. Juni 2005 wurde die erste Phase der Kinderbahn feierlich eröffnet, deren Länge zu diesem Zeitpunkt 2630 Meter betrug. Sie wurde am 30. Juni 2005 vom Leiter der Westsibirischen Eisenbahn als dreiundzwanzigste Kindereisenbahn oder „kleine Eisenbahn“ Russlands in Betrieb genommen. Der erste Streckenabschnitt umfasste eine mehr als zweihundert Meter lange Stahl-Pier, die Stationen Zoopark und Sportiwnaja, eine Bildungseinrichtung an der Station Sportiwnaja sowie den Haltepunkt Jelzowski.
Fast den ganzen Sommer 2005 über verkehrte nur ein Zug, der mit jeweils einer Lokomotive an jedem Ende, ohne umzukuppeln, hin- und herfahren konnte. Am 14. November 2005 wurde die Kindereisenbahn vom Präsidenten der „Russischen Eisenbahnen“ Wladimir Jakunin besucht.
Ab 6. August 2006 wurde der zweite Streckenabschnitt mit einer Länge von 2670 Meter durch die „Russische Eisenbahnen“ in der Region Nowosibirsk und die Nowosibirsker Stadtverwaltung gebaut. Die zweite Phase umfasst unter anderem eine mehr als dreihundert Meter lange Stahl-Pier, zwei Brücken mit einer Gesamtlänge von 96 Metern, die Sajelzowski-Park-Station und den Haltepunkt Lokomotiw.
Im Jahr 2015 hatte die Kindereisenbahn bei ihrem 10-jährigen Jubiläum bereits mehr als 480.000 Fahrgäste befördert.

## Schienenfahrzeuge

### Lokomotiven
Die Kindereisenbahn hat drei Schmalspurlokomotiven TU-7 A mit jeweils einer Leistung von 294 kW (400 PS) und einem Gewicht von 24 Tonnen sowie eine TU-10 (TU10-006) mit einer Leistung von 170 kW (230 PS). Auf der Strecke werden folgende Diesellokomotiven eingesetzt:
- Umbau-Dieselloks der SŽD-Baureihe ТУ7А – № 3338, № 3339 und № 3343[1]
- Diesellok RŽD-Baureihe ТУ10 – № TU10-006

### Weitere Fahrzeuge
Außerdem stehen sechs Personenwagen der Modellreihen 20,0011 und 048-051 „Metrowagonmasch“ (Метровагонмаш) und drei der Modellreihe 43-0011 Kambarka (Камбарска) sowie ein vierachsiger Niederbordwagen für den Gleisbau zur Verfügung. Jeder Zug besteht aus drei Personenwagen. Die Wagen haben jeweils 36 Sitzplätze bei einem Gewicht von 11,0 oder 12,5 Tonnen sowie einer Länge über Puffer von 11,1 Metern und einer Breite von 2,4 Metern.
Die Züge haben die Namen: „Skaska“ (Сказка, deutsch Märchen), „Junost“ (Юность, deutsch Jugend), „Sibirjak“ (Сибиряк, deutsch Sibirier) und „Metschta“ (Мечта, deutsch Traum).

## Betrieb
Während der Saison vom 1. Juni bis 30. September verkehren die Züge täglich außer montags.

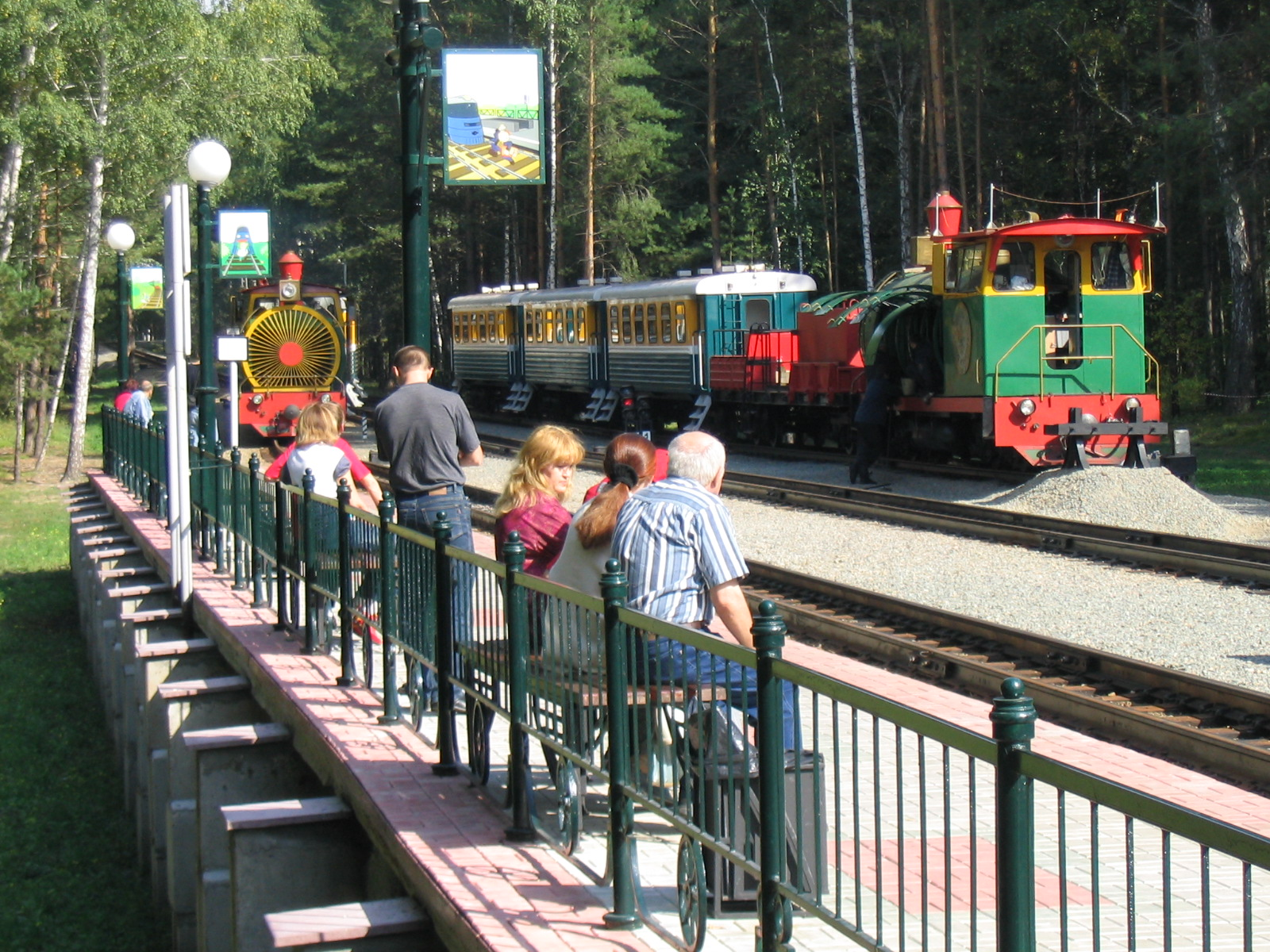
Umgebaute Diesellokomotiven
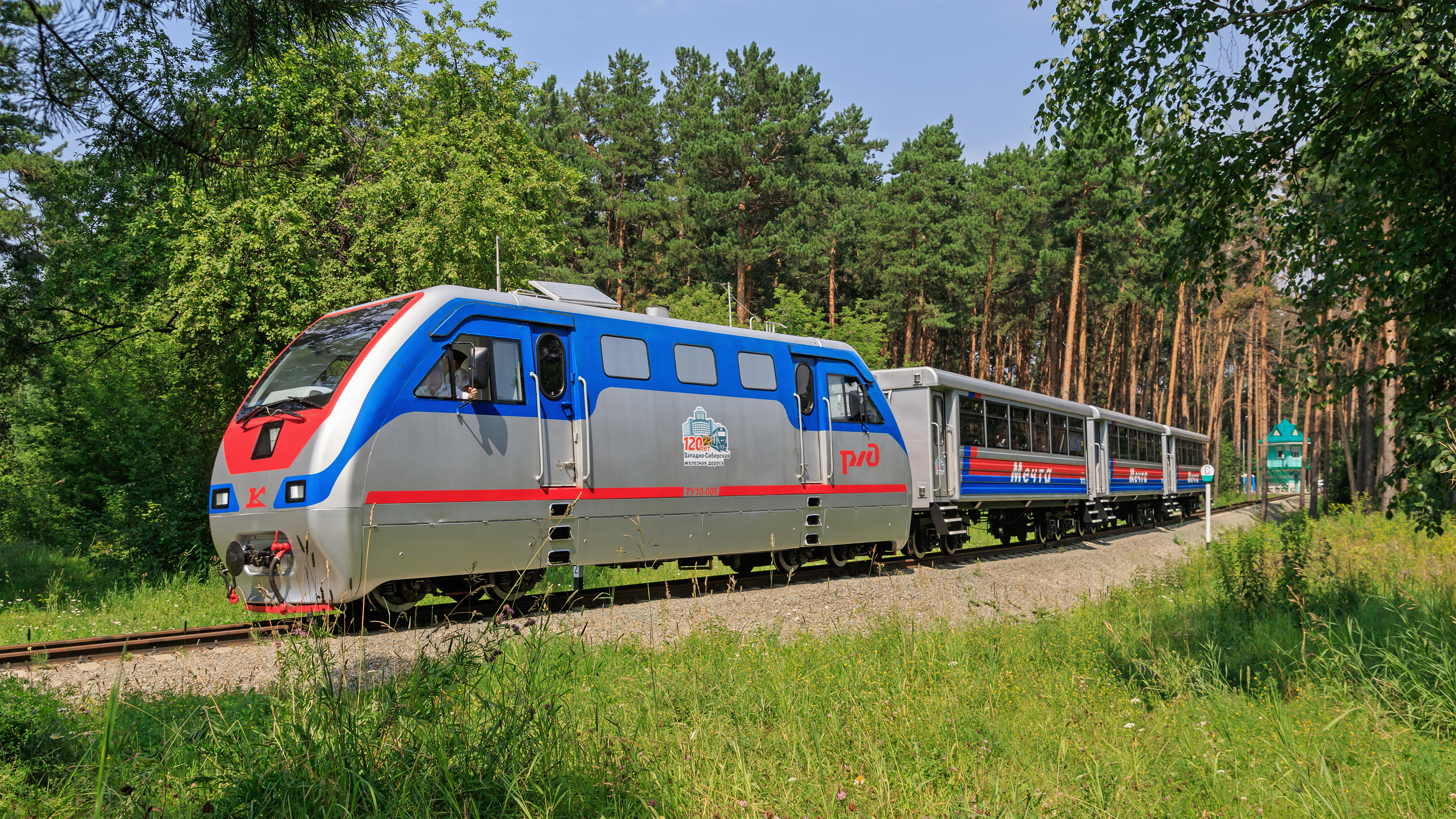
Kleine Diesellokomotive
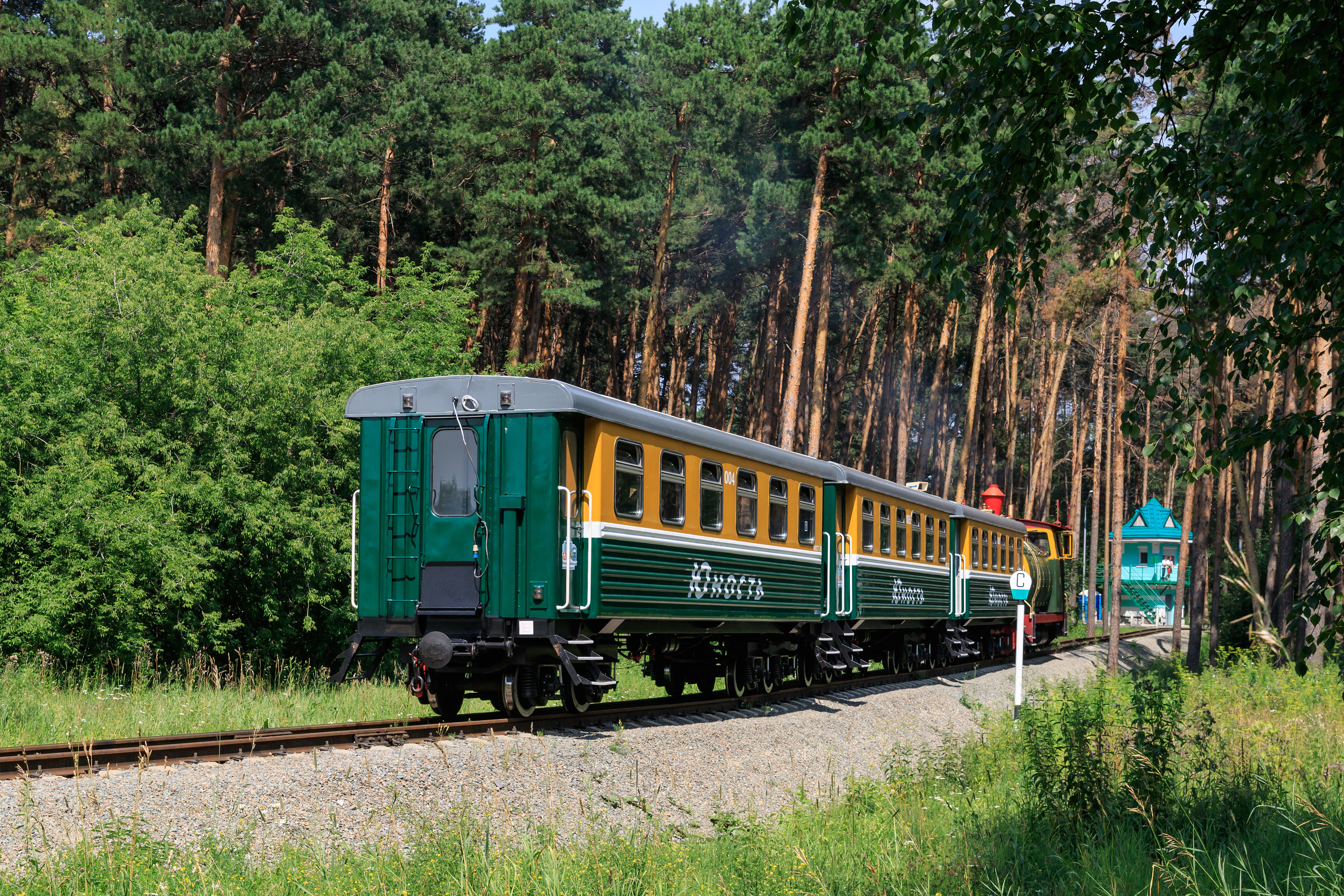
Personenwagen
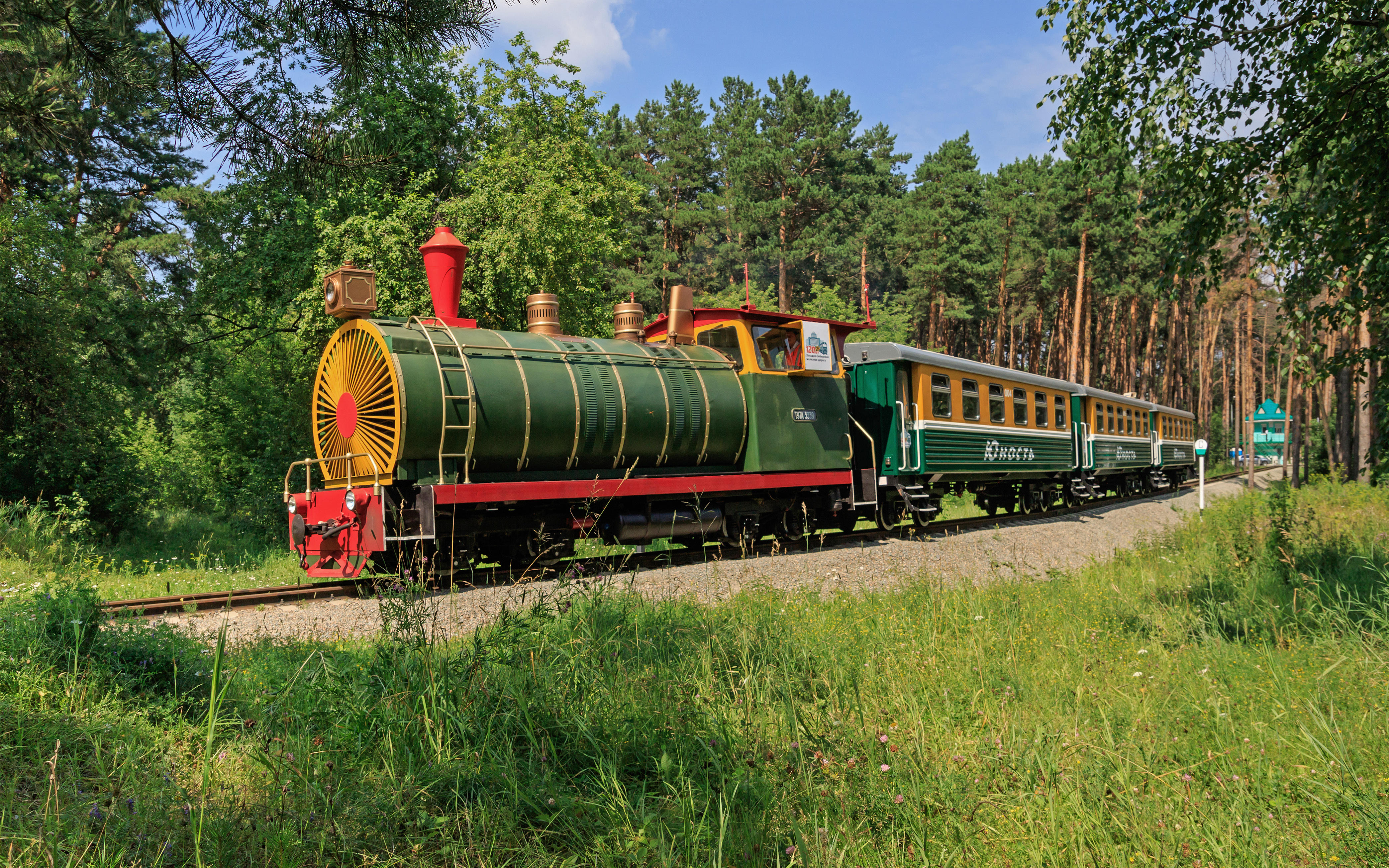
Umgebaute Diesellokomotive
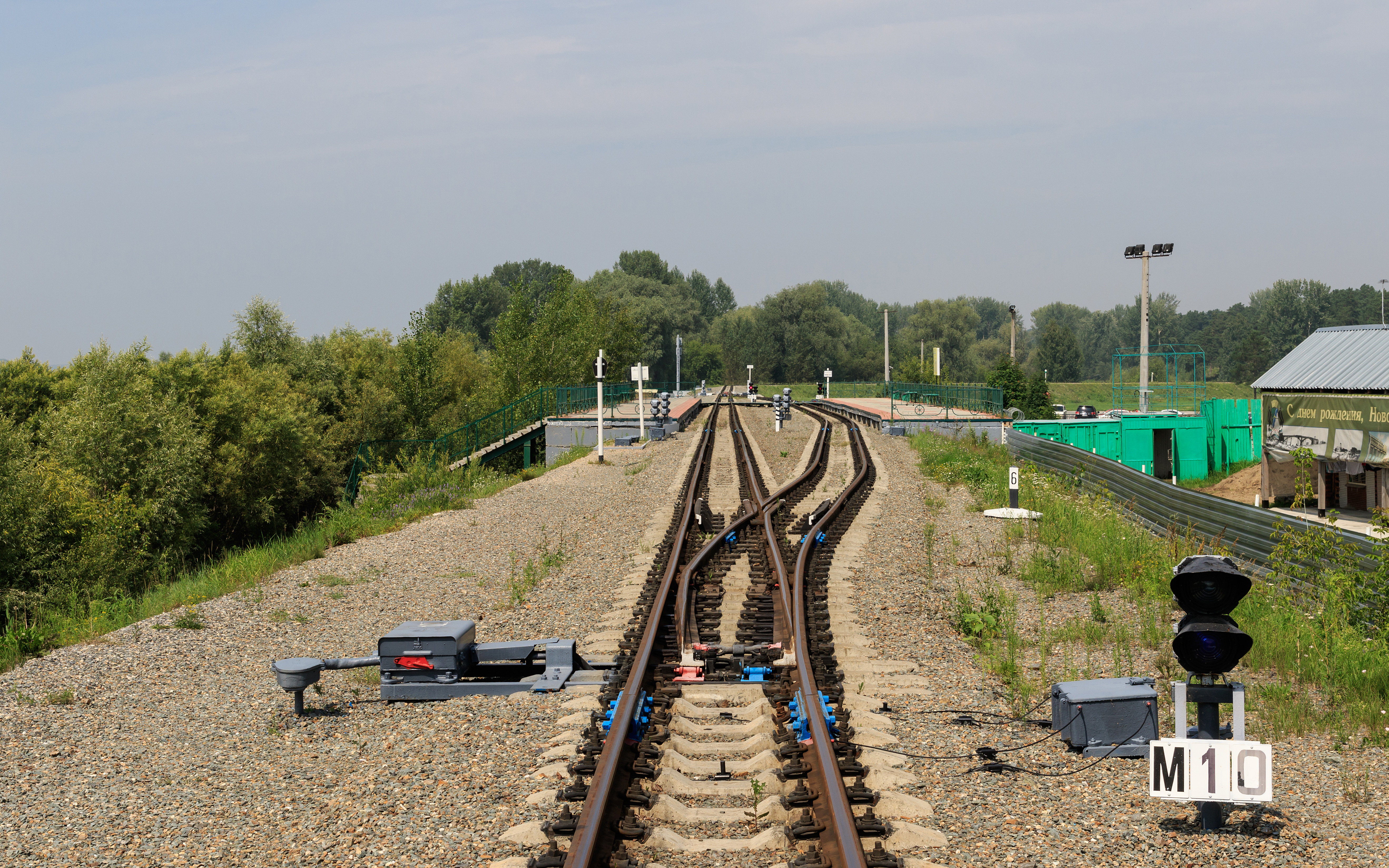
Gleisbau, Ausweichstelle